# 旭凛太郎
旭 凛太郎（あさひ りんたろう、1975年2月13日 - ）は、日本の漫画家。新潟県新潟市出身。血液型はB型。別名義に藍井 彬（あおい あきら）がある。

## 略歴
専門学校卒業後、株式会社アトラスで3年勤務の後、退社して専業作家を目指す。
小学館の漫画雑誌『ヤングサンデー』に持ち込みをした結果奨励賞を受賞。それが縁となり細野不二彦の元で4年ほどアシスタントを経験。その間に、『別冊ヤングサンデー』2000年No.5に掲載された自転車漫画「X－クロス－」にてデビュー。当初読み切り作品であったが後に連載化され、同誌2001年No.7からNo.11まで掲載され初の連載作品となる。

## 作品一覧

### 連載中
- 2024年1月現在なし。

### 連載終了
- DUEL!（藍井彬名義、『ヤングガンガン』（スクウェア・エニックス）連載、全6巻）
- ばくおん!! 〜鈴乃木凜の野望〜（藍井彬名義、原作：おりもとみまな、『チャンピオンRED』（秋田書店）連載、2018年7月号 - 2018年12月号、全1巻）
- 雀首（原作：来賀友志）（『プレイコミック』（秋田書店）連載、全2巻）
- 嗚呼! 旧車會（『ヤングチャンピオン』（秋田書店刊）連載、全4巻）
- Double Cross -裏切りの十字架-（『月刊少年シリウス』（講談社）連載、単巻） - ISBN 4-8275-3007-6
- ガキ警察（原作：藤井良樹）（『週刊少年チャンピオン』（秋田書店）連載、全6巻）
- 銀輪（『ヤングキング別冊キングダム』（少年画報社）連載、単巻） - ISBN 4-7859-2475-6
- TWO突風!（原作：藤井良樹）（『週刊少年チャンピオン』（秋田書店）連載、全8巻）